# 卡拉比克

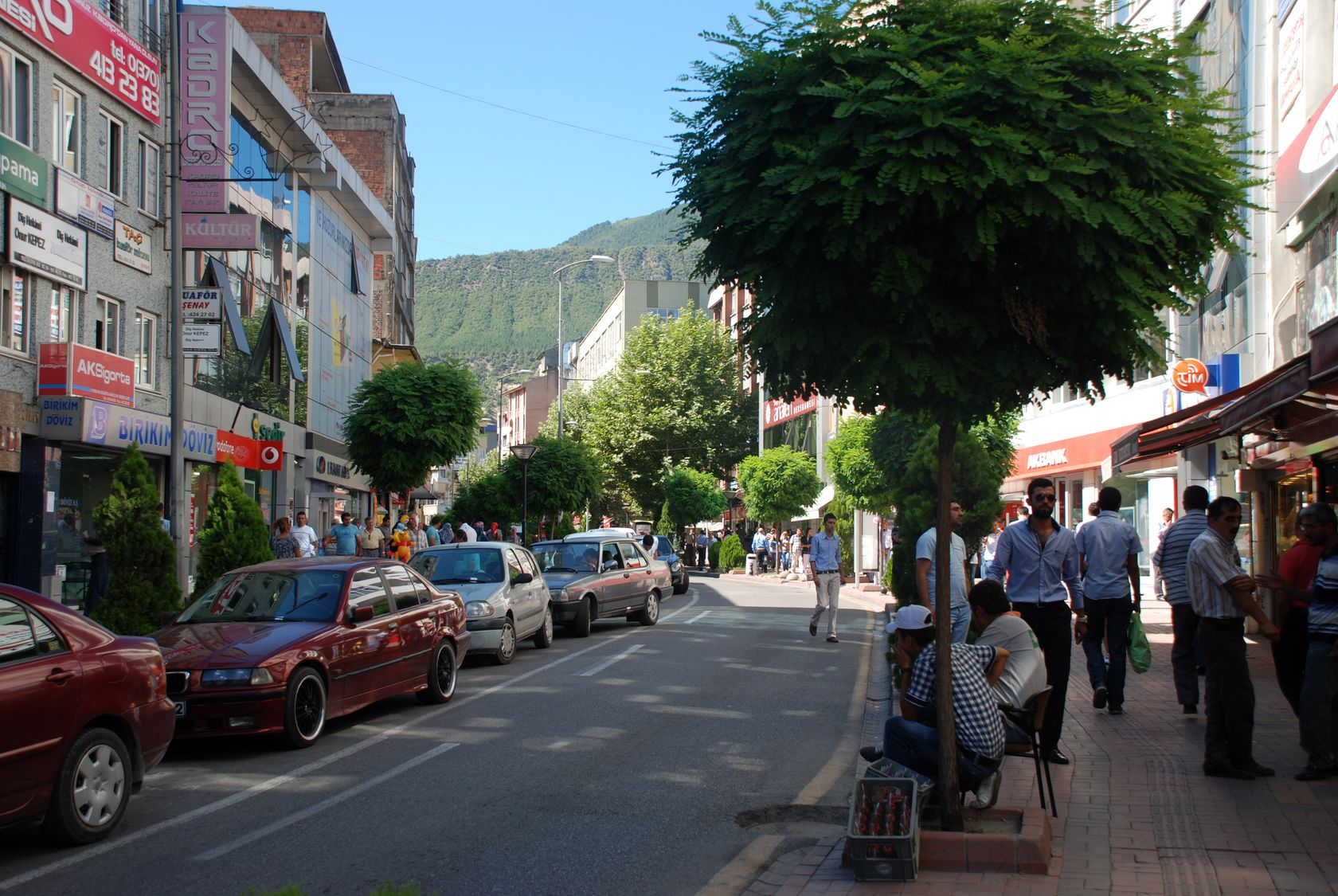

卡拉比克（土耳其語：Karabük）是土耳其的城市，也是卡拉比克省的首府，位於該國北部，距離安卡拉約200公里，海拔高度354米，受副熱帶濕潤氣候影響，每年平均降雨量483毫米，2009年人口108,167。

## 外部連結
- District governor's official web site（页面存档备份，存于） （土耳其文）
- Karabük/Safranbolu Resimleri (Pictures) （土耳其文）
- Karabük Haber Sitesi （土耳其文）
- Kardemir official web site （英文）
- Karabük guide and news （土耳其文）
- Karabük student dormitory （土耳其文）

41°12′N 32°38′E / 41.200°N 32.633°E